# Delphinium parishii
Delphinium parishii es una especie de plantas de flores perteneciente a la familia Ranunculaceae, es nativa del Desierto de Mojave en el sudoeste de EE. UU. y noroeste de  México, donde se encuentra en alturas de 300–2500 metros en California, Arizona, sudoeste de Utah, y Baja California.
Es una planta herbácea perenne que alcanza los 17-60 cm de altura, raramente los 100 cm de altura, con las hojas palmeadas lobuladas, las flores varían según la especie desde el azul oscuro al púrpura cerca del Parque nacional de Árboles de Josué, azul cielo en el este y parte norte del desierto y rosa en algunas áreas de California. Florece entre abril y junio. También se le encuentra en la sierra de Tehachapi. 